# Pont Morandi
Ne doit pas être confondu avec Ponte Morandi (Toscane).
Pour les articles homonymes, voir Morandi.
Le viaduc du Polcevera, en italien : viadotto Polcevera), plus communément appelé pont Morandi (en italien : ponte Morandi) du nom de son concepteur, l'ingénieur italien Riccardo Morandi, ou encore ponte delle Condotte du nom de l'entreprise qui l'a construit, est un pont à haubans permettant à l’autoroute des Fleurs (A10) de franchir le val Polcevera, à Gênes, entre les quartiers de Sampierdarena et de Cornigliano.
L'ouvrage se compose d'un viaduc à poutres et d'un viaduc multi-haubané de quatre travées. Ce dernier se singularise par le faible nombre de haubans supportant le tablier (deux paires par pylône) et par la nature même des haubans (des câbles d'acier enchâssés dans une gaine en béton précontraint), une disposition propre aux ponts à haubans construits par Riccardo Morandi.
L'ouvrage est mis en service en 1967.
Le 14 août 2018, deux travées du viaduc à haubans s'effondrent soudainement — suivies par le pylône qui les soutenait — emportant avec elles les véhicules se trouvant à cet instant sur le tablier. Le bilan de la catastrophe est de 43 morts et 16 blessés. Plus de 650 personnes sont par ailleurs évacuées. La démolition du pont est achevée le 28 juin 2019, pour laisser place au nouveau viaduc Gênes-Saint-Georges, dont l'inauguration a lieu le 3 août 2020.

## Description
L'ouvrage d'art est constitué d'un viaduc principal supportant l'autoroute A10 et d'un échangeur autoroutier entre l'A10 et l'A7 qui relie Milan à Gênes. Il présente une longueur totale de 1 102,5 m. Le nom officiel italien de l'ouvrage principal est viadotto Polcevera,,, mais il est communément appelé « pont Morandi »,.

### Caractéristiques techniques

#### Élévation générale
L'ouvrage est formé de deux parties distinctes :
- un viaduc constitué d'un tablier à poutres en béton armé de 484,3 m de longueur (décomposé en une section de 43 m, 5 sections de 73,2 m, et une section de 75,3 m) s'appuyant sur des piles de types chevalets. Chaque chevalet est constitué de deux pieds inclinés reliés en tête par un chevêtre en encorbellement de longueur variable. Chaque appui repose sur une semelle constituée d'un ensemble de pieux de 110 cm de diamètre et de longueur variable allant jusqu'à 48 mètres[1] ;
- un viaduc multi-haubané de 618,1 m de longueur, constitué de quatre travées supportées par trois pylônes portant chacun deux paires de haubans. Les portées de chacune des travées sont respectivement, de l'ouest vers l'est et mesurées entre axes de chaque pile, de 142,6 m, 207,9 m, 202,5 m et 65,10 m[1].

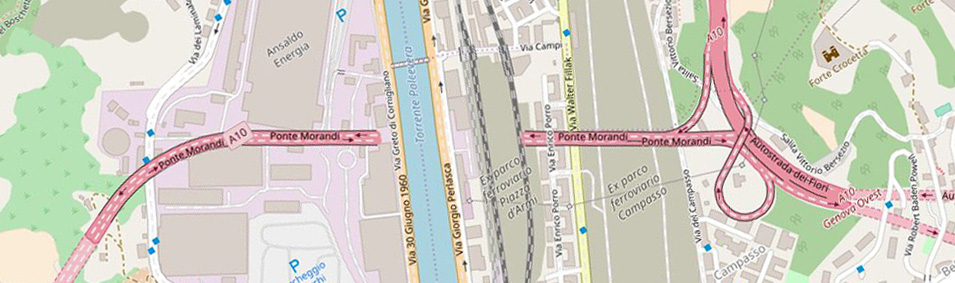
Plan de situation du pont Morandi.

Élévation du pont Morandi (en rouge la pile 9 effondrée le 14 août 2018). Les distances sont mesurées dans l'axe du tablier.

#### Tablier
Le tablier comprend plusieurs segments de conceptions différentes, selon qu'il s'agit de la partie ouest (pile 1 à 8), de la section haubanée (structures 9, 10 et 11) ou des éléments de tablier (dits « de liaison ») entre chacune des structures.
- La partie ouest est constituée de travées indépendantes à poutres préfabriquées en béton précontraint. En coupe, six poutres de 1,50 m environ de hauteur sont juxtaposées et reliées transversalement par des entretoises d'environ 9 m de longueur[5].
- Dans la section haubanée (partie verte dans l'élévation 3D ci-dessous), le tablier est constitué d'un caisson en béton précontraint avec une section cellulaire de cinq compartiments, rigidifiée verticalement par des nervures d'épaisseur variable entre 18 et 30 cm et horizontalement par des plaques de 16 cm d'épaisseur situées respectivement dans l'intrados et l'extrados du caisson.
- Les travées de liaisons entre structures haubanées (partie bleue dans l'élévation 3D ci-dessous), longues de 36 m chacune et en appui sur les extrémités des structures haubanées, ont la même structure que la partie ouest.

#### Structures haubanées 9, 10 et 11
Dans les structures haubanées 9, 10 et 11, le tablier est à la fois en appui sur des chevalets en forme de H et suspendu par des haubans s'appuyant sur des pylônes en forme de A dénommés « antennes » d'une hauteur de 90,20 m. Ces pylônes sont constitués de piliers inclinés en béton armé reliés entre eux par des entretoises et présentant une section variable de 4,50 × 0,90 m à 2 × 2,956 m.
Les paires de haubans supportant le tablier sont ancrées à leurs extrémités dans celui-ci par le biais d'une traverse spécifique et s'appuient en tête des pylônes. Chaque hauban est constitué d'un faisceau de 352 fils d’acier spéciaux de diamètre nominal de 1,27 cm — présentant chacun une résistance de 170 kg/mm2 — et s'appuie en tête de pylône sur une nervure spéciale formée par des feuilles et des profilés laminés s'enfonçant dans la masse de béton. Chaque faisceau de 352 fils se répartit lui-même en un ensemble de 16 torons de 16 fils et 8 torons de 12 fils, tous enchâssés dans une gaine en béton précontraint par un ensemble de 113 autres fils de 1,27 cm de diamètre.

Schémas d'une structure haubanée.
Élévation et coupe de la structure no 9.
Détail du câblage d'un hauban.
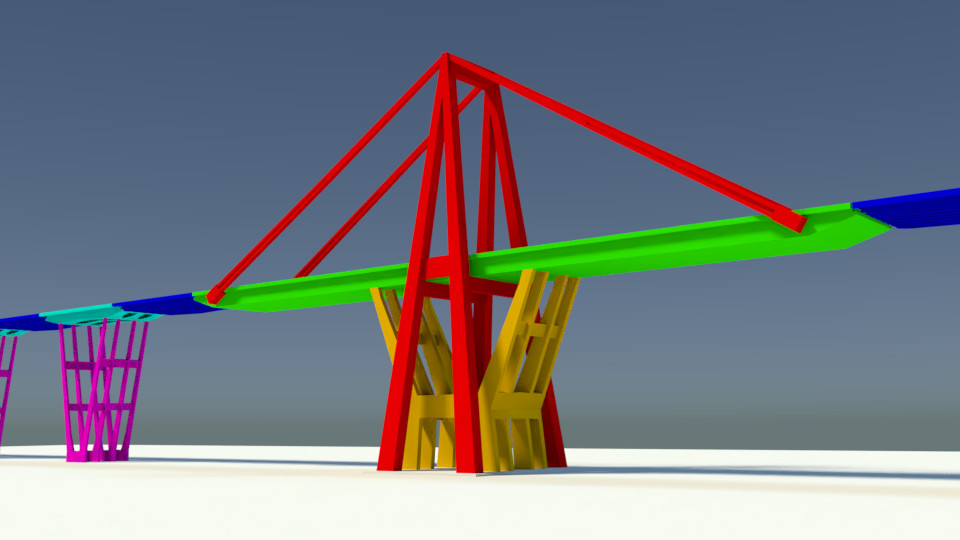
Élévation 3D des structures.

Vues de l'ouvrage en service.
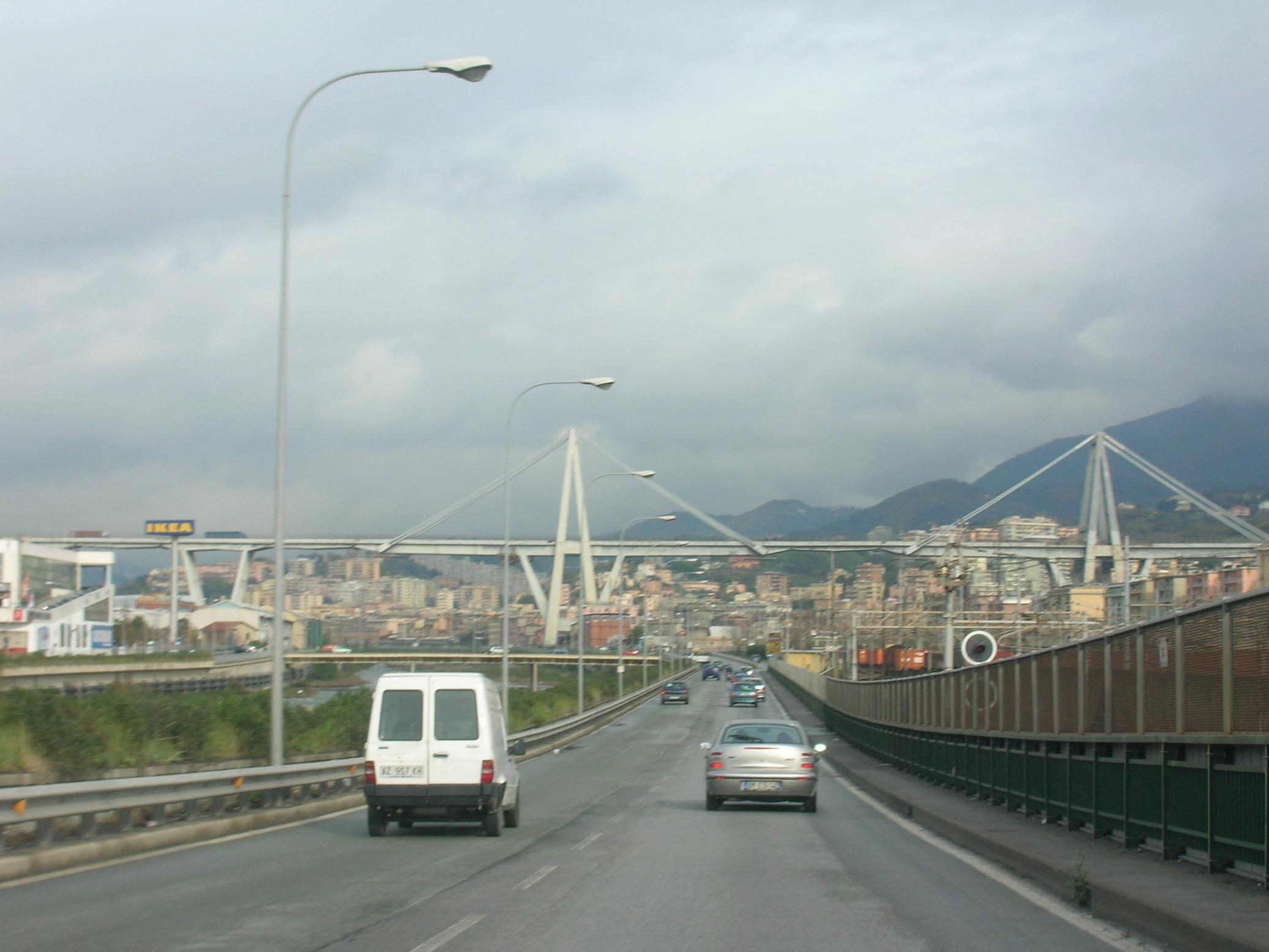
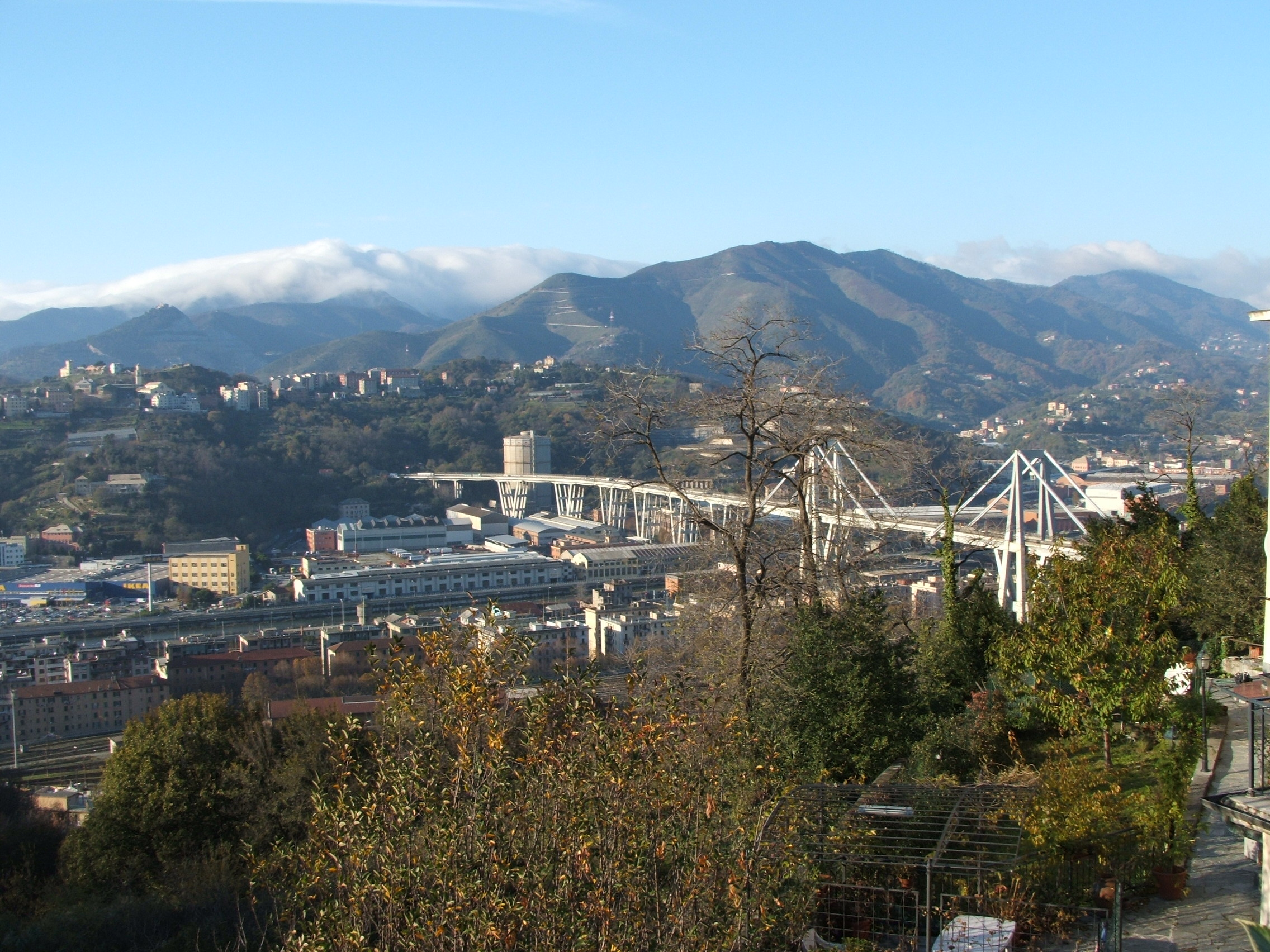
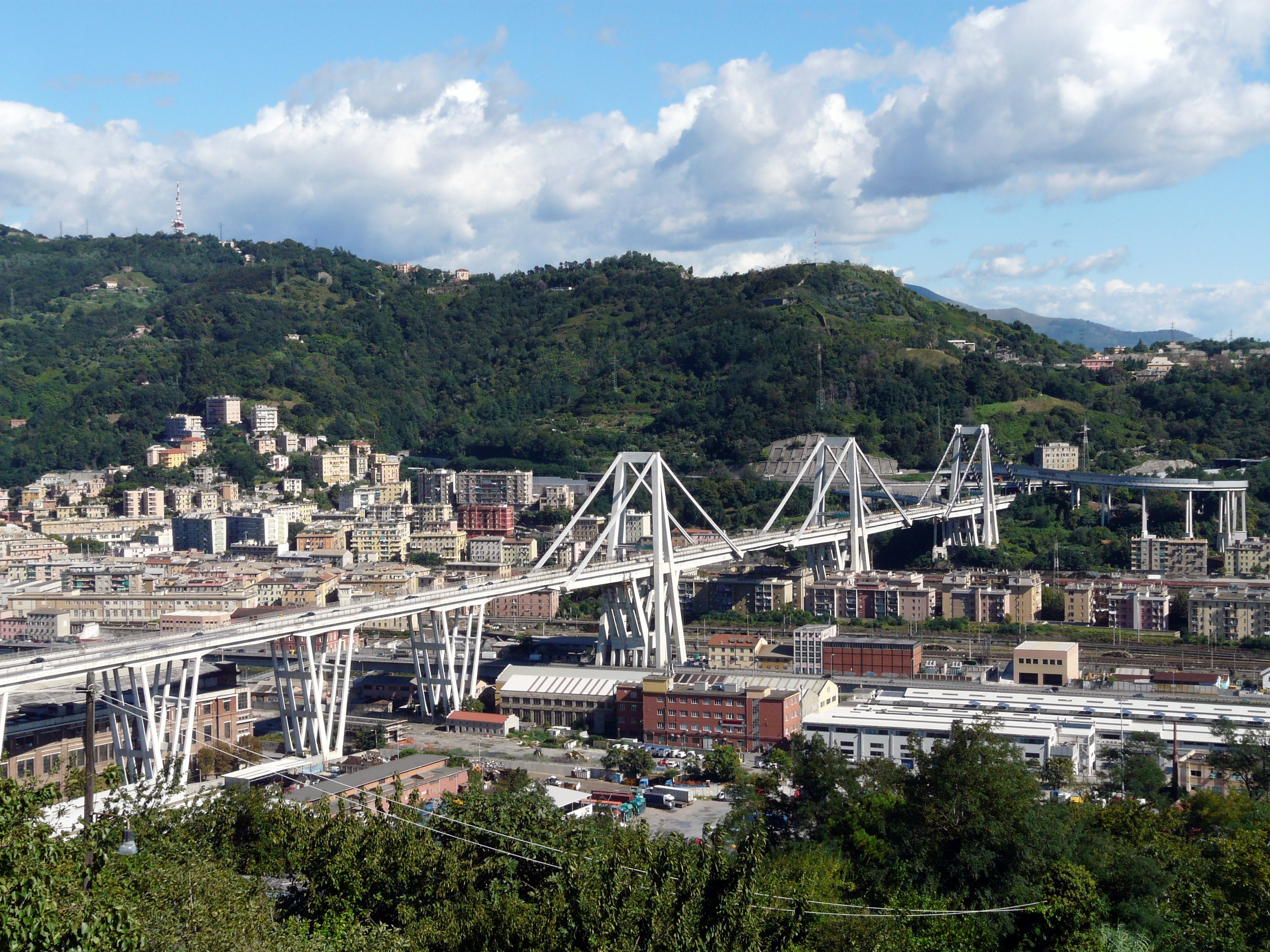
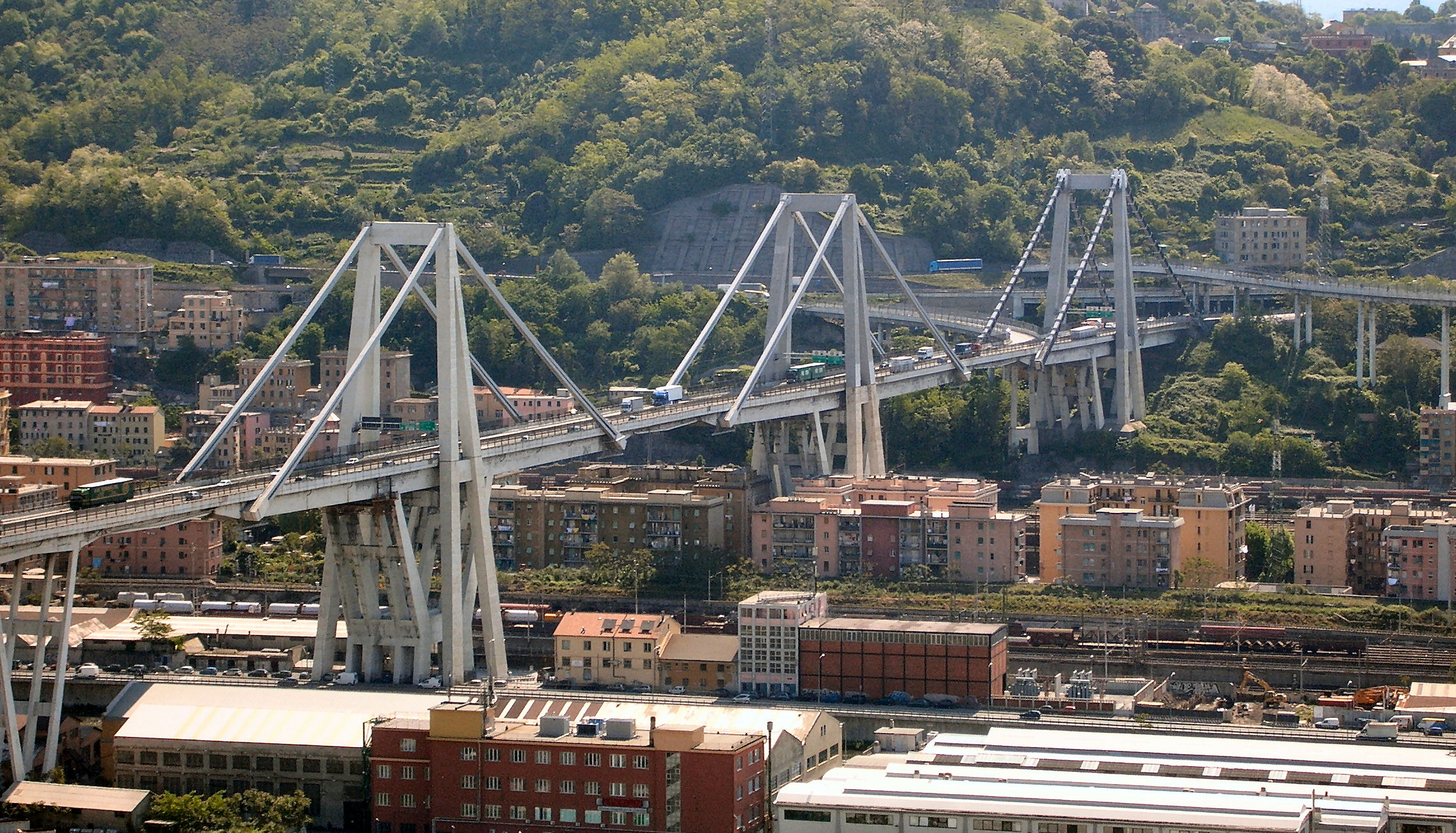
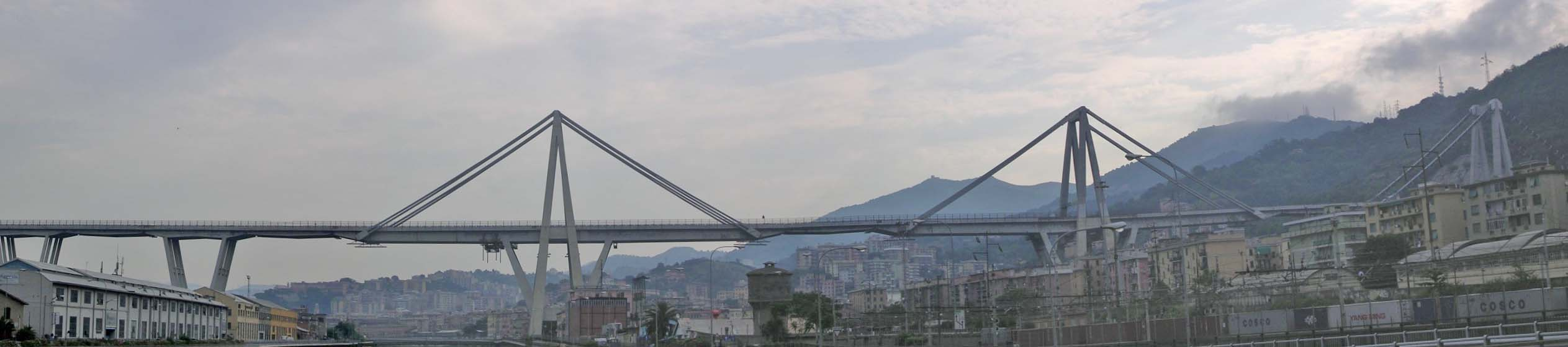

### Spécificité de cette famille de ponts
Le faible nombre de haubans et l'enchâssement des câbles en acier dans une coque en béton précontraint constituent une spécificité des ponts à haubans conçus par l'ingénieur Riccardo Morandi.
Un ouvrage construit par Morandi au Venezuela sur un modèle identique, le pont du Général-Rafael-Urdaneta, s'est en partie effondré en 1964 après avoir été percuté par un pétrolier,. En outre, le pont du Wadi al-Kuf, très proche dans sa conception, construit en Libye en 1972 d’après des plans du même ingénieur, a été un moment interdit à la circulation après qu'une inspection a révélé en octobre 2017 de probables fissures dans sa structure.
À Florence, deux autres ponts à la conception desquels a participé Riccardo Morandi, mais non haubanés, le pont Amerigo-Vespucci et le ponte di San Niccolò, font l’objet d’une surveillance particulière, en raison d'un début de sapement des pieux de fondation du premier et de problèmes liés aux joints sur le second.

Ponts de la même famille.
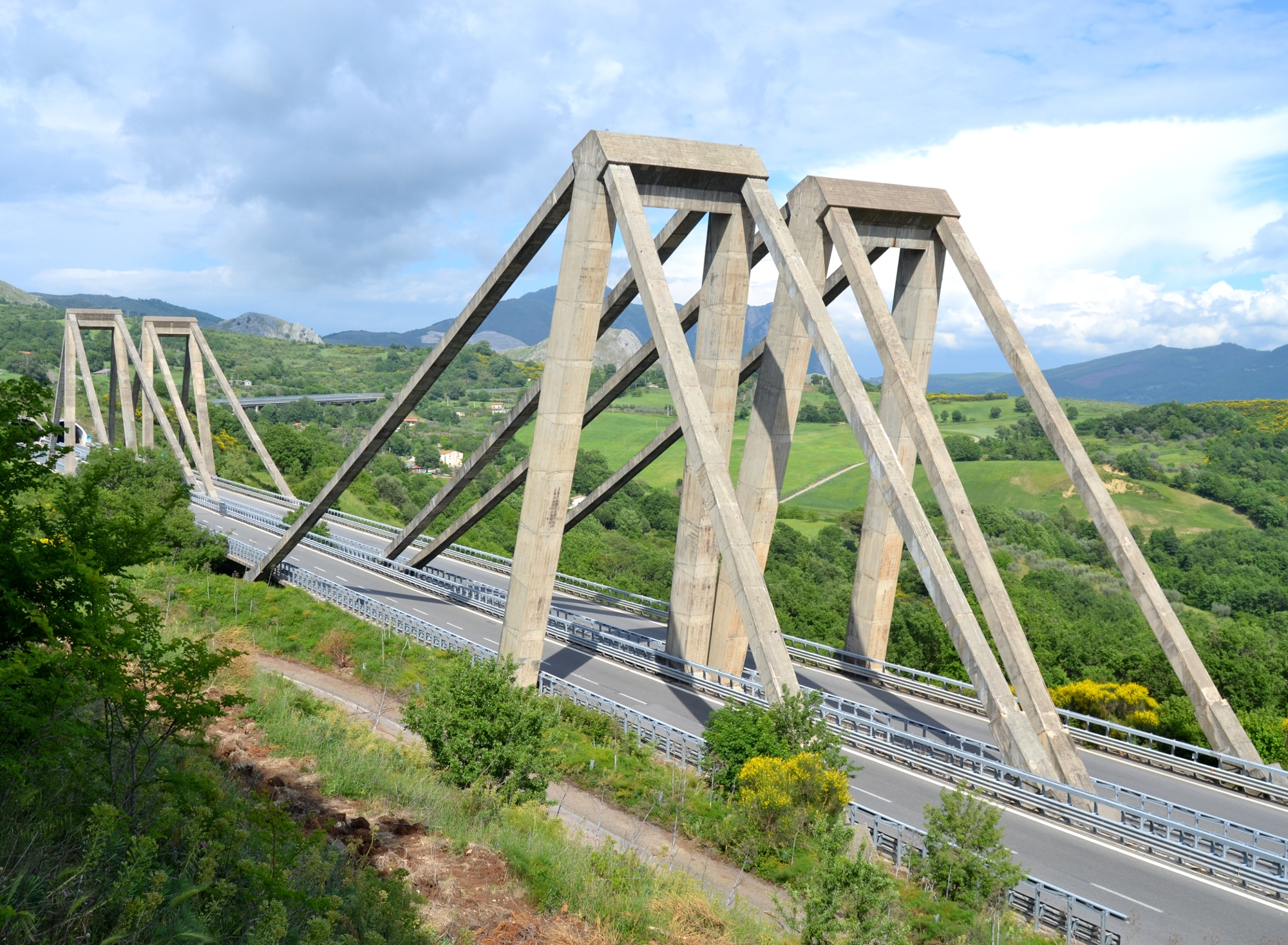
Le pont Carpineto à Potenza, Italie.
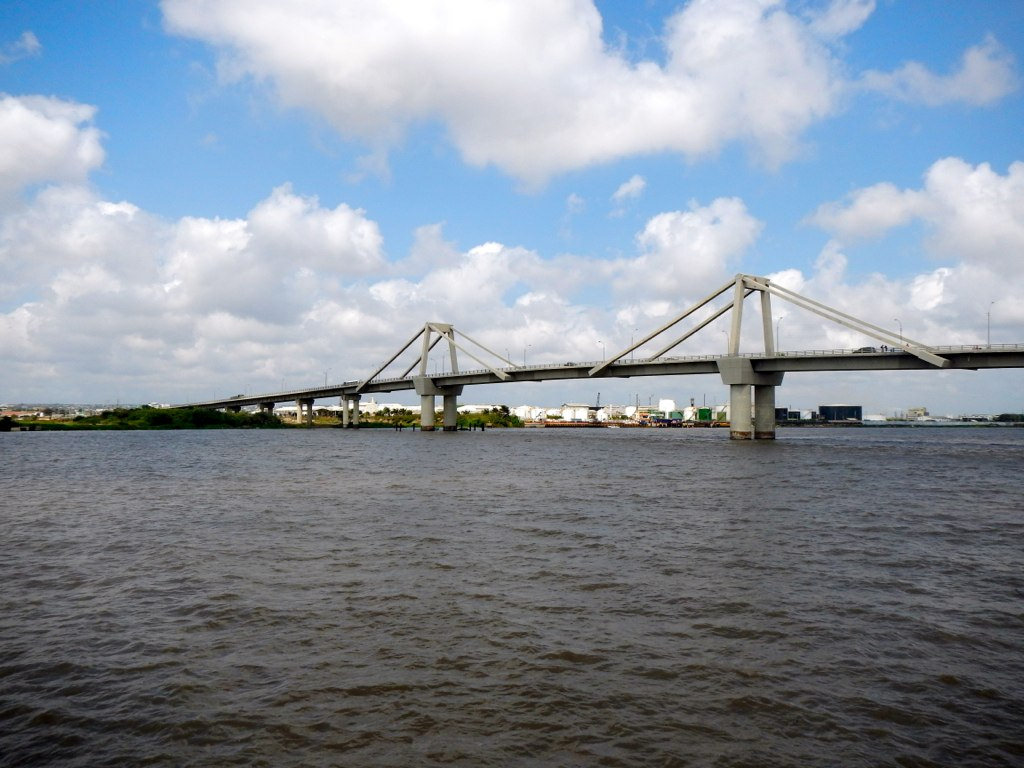
Le pont Pumarejo à Barranquilla, Colombie.
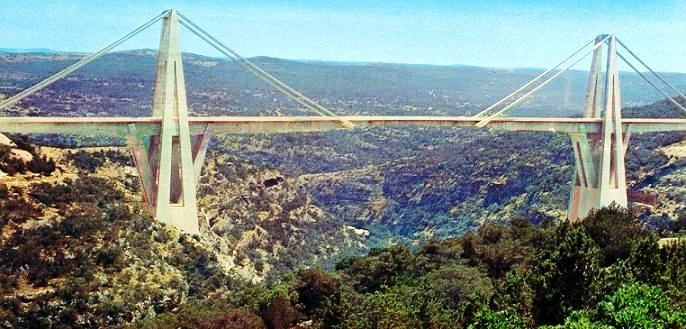
Le pont du Wadi al-Kuf à El Beïda, Libye.
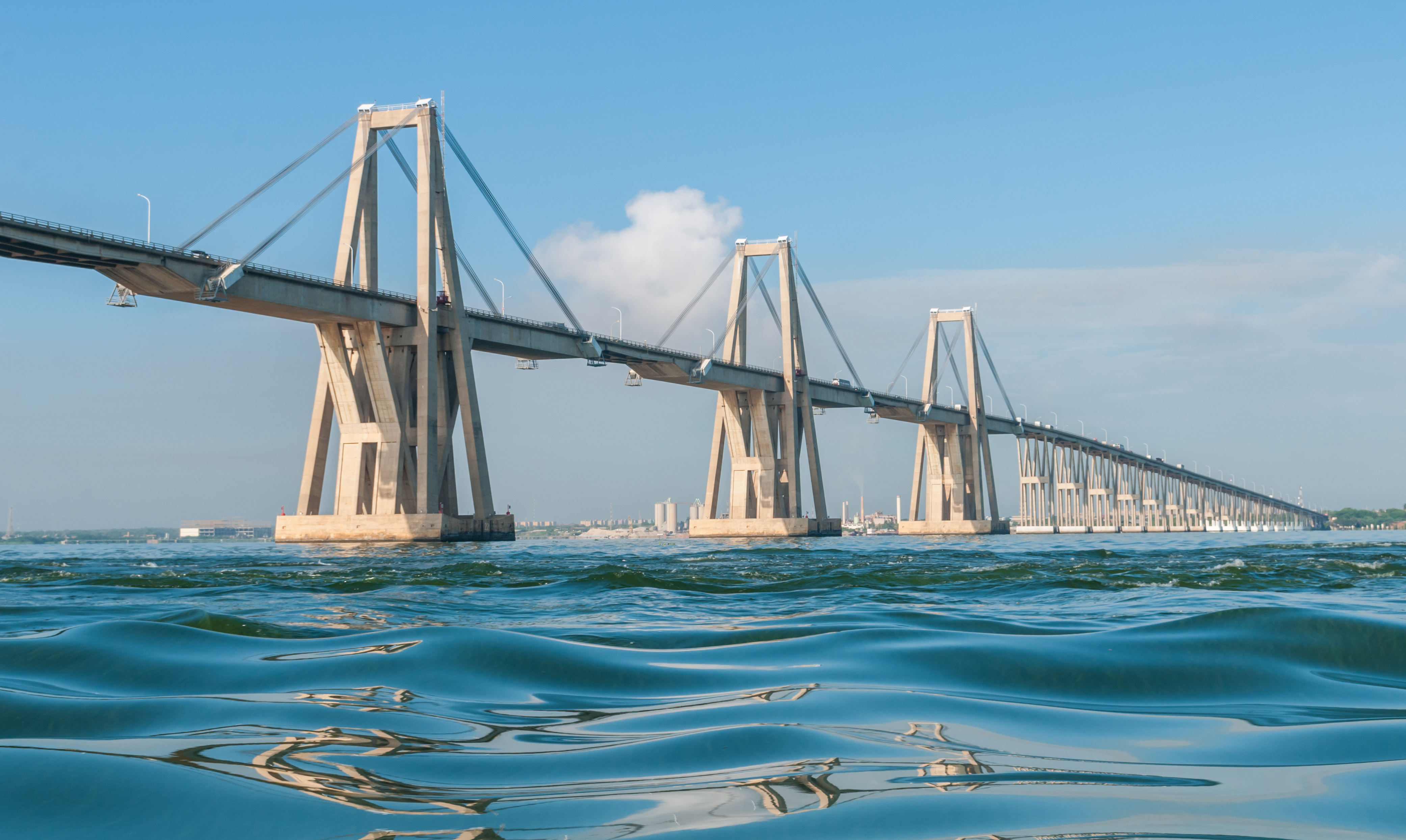
Le pont du Général-Rafael-Urdaneta au Venezuela.

## Histoire

### Construction
Un concours d’appel d’offres est lancé le 9 juillet 1959 par l’ANAS, pour relier l’autoroute Gênes-Savone (A10) à l’autoroute « Milan-Gênes » (A7). La difficulté consistait avant tout à franchir deux grands parcs ferroviaires, le fleuve Polcevera et des zones déjà construites sans créer de nouvel obstacle, même pendant la construction, et sans occuper trop d'espace au sol pour les pylônes. En adaptant des solutions techniques innovantes qu'il avait déjà expérimentées en particulier au Venezuela, l'ingénieur Riccardo Morandi, remporte avec la société Condotte le concours.
La construction du viaduc suscite l'enthousiasme dans la presse et l'opinion publique italiennes : le 1er mars 1964, La Domenica del Corriere publie un dessin du pont sur la Polcevera, avec le titre « Gênes, pour résoudre le problème du trafic ». L'ouvrage est construit entre 1963 et 1967 par la Società Italiana per Condotte d'Acqua. Il est inauguré le 4 septembre 1967 par le président de la République Giuseppe Saragat.

Éléments d'histoire.
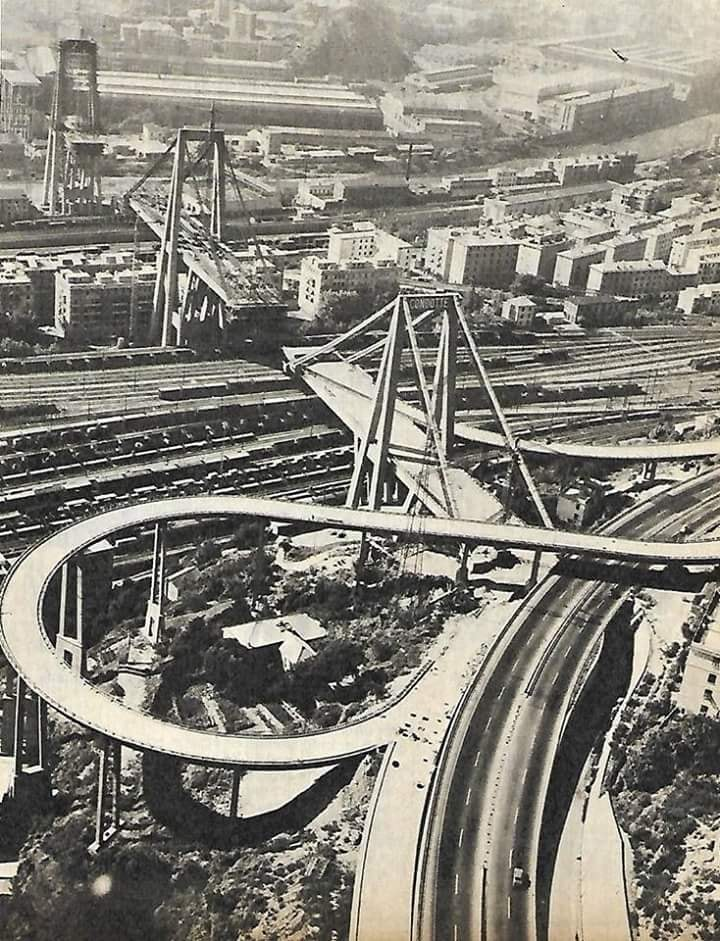
Pont en construction en 1966.
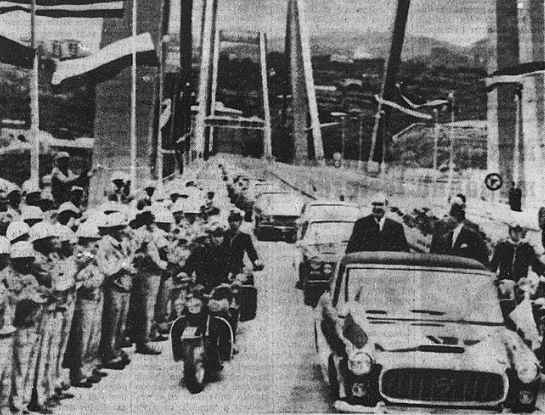
Le Président Giuseppe Saragat lors de l'inauguration, le 4 septembre 1967.

### Maintenance
Parmi les dernières interventions, en 2014 des travaux « de routine » de la Société des autoroutes ont été effectués, ainsi qu'en 2016 des travaux de sécurité pour la rénovation de toutes les structures en béton et le remplacement des parapets dans les deux sens de circulation,.

#### 1992: interventions sur les structures 9, 10 et 11
La surveillance continue est née en Italie à la suite de l'effondrement du pont d'Ariccia, le 18 janvier 1967. C'est dans le cadre d'une de ces campagnes de surveillance que des défauts sont découverts en 1992 sur le haut des haubans de la structure numéro 11, une partie de l’acier étant découverte sur environ 30 % des câbles. Ceci est dû à un faible enrobage en béton des câbles en sommet de pylône, entraînant une pénétration de l'air humide et alcalin et une corrosion de l'acier. Une importante intervention de maintenance a dès lors été effectuée en urgence, pendant l'exposition internationale de Gênes 1992 dite « Colombiadi », un moment de grande circulation pour la capitale ligure. Deux haubans de la structure 11 sont remplacés. Des interventions locales sont effectuées sur ceux de la structure 10 et des interventions de protection du béton sont faites sur les tours des structures 9, 10 et 11.

#### 2016 - 2018: alertes et intervention avortée
En 2016, Antonio Brencich, professeur agrégé en structures de béton à la faculté d’ingénierie de Gênes, publie une note sur les faiblesses de l'ouvrage : « le viaduc de Morandi a immédiatement présenté plusieurs défaillances de structure […] une erreur d’ingénierie consistant en une évaluation incorrecte des effets de retrait du béton ayant produit un plan de route non horizontal ». La déformation du plan de route provoque un ressenti de bosses sur la voie dès les années 1980 pour les usagers du pont. Des travaux de corrections de planéité sont entrepris pour réduire l’ampleur du phénomène. D'autre part, en raison des coûts de maintenance, Antonio Brencich déclare dans le même article que « dans peu d'années, les coûts d'entretien dépasseront les coûts de reconstruction du pont : à ce moment-là, le moment sera venu de démolir le pont et de le reconstruire ». Une telle démolition aurait pu coïncider avec la prochaine construction de la gronda di Genova, un important projet de rocade de contournement.

### Effondrement partiel en 2018

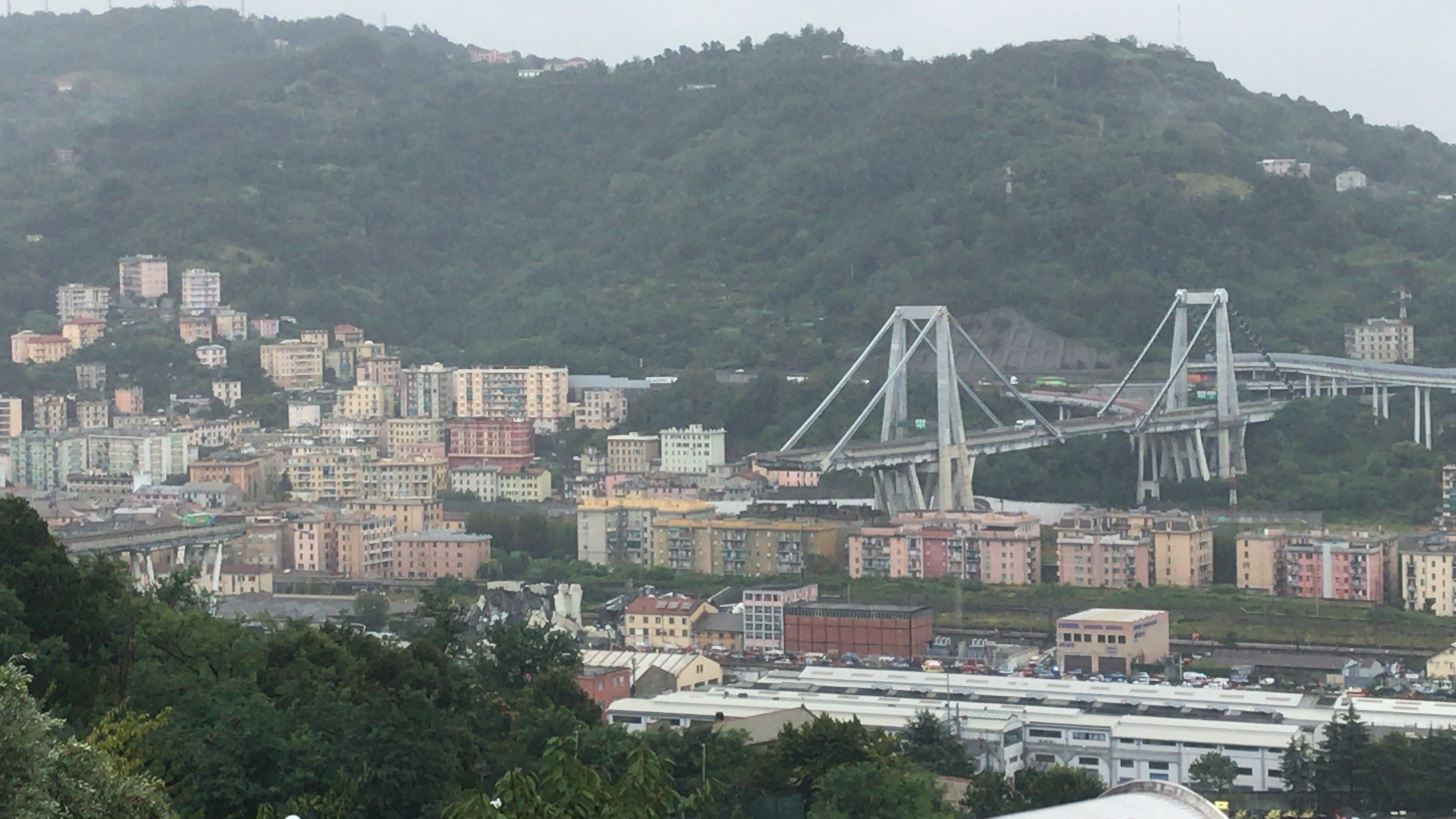
Le pont autoroutier Morandi, après son effondrement.

Le 14 août 2018, à 11 h 36 heure locale (9 h 36 GMT), alors que toute la région est frappée par de violents orages, une travée, représentant une longueur totale de 200 à 250 mètres, et son pylône (no 9, sur le plan en élévation) s’effondrent, emportant 38 véhicules, dont trois camions. Le tronçon effondré du tablier se situe en partie sur la voie ferrée et la Via Walter Fillak à Rivarolo, un quartier industriel de Gênes. Des travaux de consolidation du tablier du viaduc étaient en cours et un pont roulant avait été installé pour permettre le déroulement des activités d'entretien. Un témoin affirme avoir vu les haubans se rompre simultanément puis tomber sur la voie de circulation. Cette dernière serait alors remontée, suivie de la rupture de la travée. D'autres témoins ont également vu la foudre frapper un pilier. Le bilan est de 43 morts et 16 blessés.
Pour Jean-Michel Torrenti — directeur du « département Matériaux et Structures » à l'Institut français des sciences et technologies des transports, de l'aménagement et des réseaux (Ifsttar) — interrogé le lendemain de la catastrophe, la corrosion d'un câble de précontrainte d'un hauban, non détectée en raison de sa position masquée par le béton, peut avoir entraîné sa rupture et provoqué la catastrophe. En effet si les ponts à haubans multiples (en acier) sont capables de conserver leur intégrité en cas de cassure de l'un d'entre eux, un pont à « deux tirants en béton précontraint » est moins résilient.

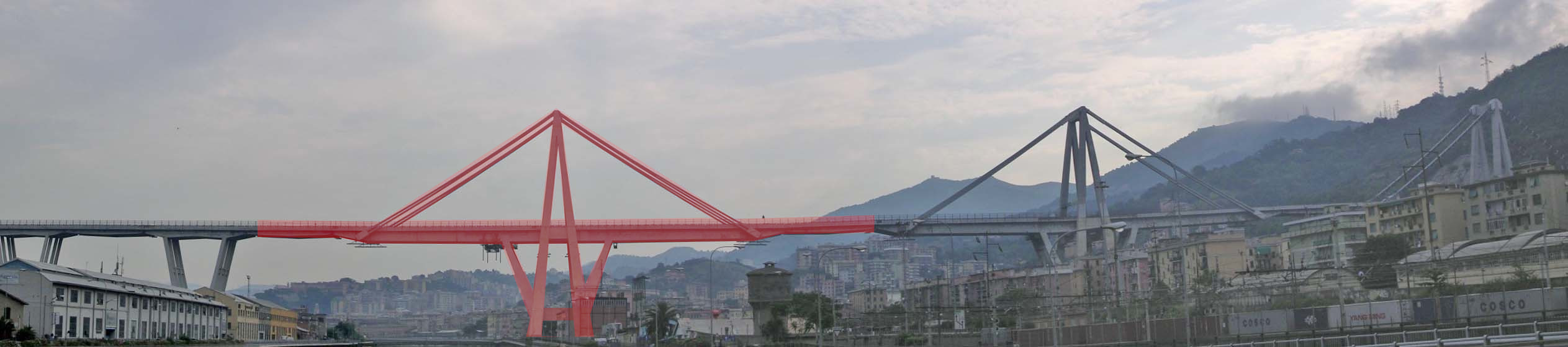
La partie effondrée du pont est représentée ici en rouge.

### Démolition
Le 28 juin 2019, les deux dernières piles du pont sont détruites à l'explosif. Il sera remplacé par un nouvel ouvrage dessiné par l’architecte italien Renzo Piano.

## Gestion post-catastrophe

### Organisation des secours et assistance aux victimes
Les équipes de protection civile venant de Lombardie et du Piémont sont mobilisées dès le lancement de l'alerte. Des drones sont utilisés pour cartographier la zone de la catastrophe et vérifier s’il y a des blessés, même dans des parties encore inaccessibles aux véhicules de secours. Près d'un millier de personnes interviennent sur le site, en comptant tous les personnels impliqués (pompiers, policiers, Croix-Rouge…).
Selon la Défense civile au moment de l’effondrement du pont, une trentaine de véhicules et dix poids lourds étaient en transit. Dans un premier temps quatre personnes ont été extraites vivantes de sous les décombres. Le 14 août quinze blessés, dont neuf en urgence absolue, sont orientés et répartis entre l'hôpital San Martino (it), l'hôpital Galliera (it) et la Villa Scassi.
Les opérations de recherche et de secours sont interrompues le 19 août 2018. Des craquements provenant des restes du pont autoroutier sont entendus par des riverains sur le tronçon est dans la nuit du dimanche 19 au lundi 20 août et entraînent une interruption temporaire des opérations de déblaiement en cours.

### État d'urgence
Le 15 août 2018, le gouvernement italien déclare la ville de Gênes en état d’urgence pour 12 mois.

### Nombre de victimes
Le bilan des victimes de l’effondrement s'établit à 43 personnes décédées et 16 personnes blessées hospitalisées.
Le 17 août, le chef de Service interhospitalier des urgences de l'hôpital San Martino déclare que les blessés hospitalisés ont été 16 au total, et ne sont plus que 8 trois jours après dont 4 ou 5 personnes qui nécessiteront une récupération plus longue.
| Nationalité | Morts |
| ----------- | ----- |
| Italie      | 30    |
| France      | 4     |
| Chili       | 3     |
| Albanie     | 2     |
| Colombie    | 1     |
| Moldavie    | 1     |
| Pérou       | 1     |
| Roumanie    | 1     |
| Total       | 43    |

### Évacuation des habitations menacées et relogement

#### Évacuations
Selon les responsables locaux et nationaux italiens, les bâtiments situés en dessous du pont sont condamnés. À la suite de la catastrophe, 632 personnes vivant sous et à proximité du pont Morandi sont évacuées de leur logement. Pour l'assistance aux victimes, le gouvernement débloque le 18 août 2018 une somme de 28 millions d'euros, en complément des 5 millions déjà alloués en phase d'urgence. Ainsi les personnes qui, pour des raisons de sécurité, ont été forcées de quitter leurs maisons après l’effondrement du pont Morandi du 20 août au 2 septembre peuvent prendre un taxi gratuit pour se rendre chez elles chaque fois qu’elles doivent récupérer des effets personnels. Ces opérations sont réalisées sous escorte de la protection civile et des pompiers. L'administration municipale et une compagnie génoise coopérative de taxi ont par ailleurs mis à disposition un numéro de téléphone à contacter en cas de besoin.

#### Relogements
Matteo Salvini, ministre de l'Intérieur italien, s'engage dès le lendemain de la catastrophe à ce que les personnes déplacées soient relogées avant la fin de l'année 2018.
Le 20 août 2018, le président de la région Ligurie Giovanni Toti accompagné du maire de Gênes Marco Bucci livrent le premier logement aux personnes déplacées. Les conseillers de la région de Ligurie, Marco Scajola et Ilaria Cavo, et de la municipalité de Gênes, Francesca Fassio, participent également à l'opération. Le gouverneur Giovanni Toti précise sur sa page sociale « Au 20 septembre, nous fournirons 40 maisons supplémentaires grâce à la contribution de Cassa depositi e prestiti. En septembre, 100 autres appartements seront rénovés, les travaux commenceront déjà dans la semaine et 150 autres arriveront ». Un algorithme spécial a été développé pour permettre l'attribution des logements. Le classement est établi avec un système de points qui permet de favoriser les personnes handicapées, les familles avec des enfants scolarisés, puis de 3 à 14 ans, en essayant de les éloigner le moins possible de leur école.

## Conséquences et réactions

### Conséquences économiques

#### Trafic routier
À la suite de l'effondrement du pont Morandi, des déviations routières sont mises en place dans la ville même et allant jusqu'à 150 km d'allongement de parcours particulièrement pour les poids lourds qui ne peuvent pas emprunter la déviation urbaine.

#### Trafic ferroviaire et port de Gênes
Les voies ferrées des lignes Gênes-Acqui Terme et Gênes-Arquata Scrivia passent sous le pont Morandi, mais en dehors du tronçon qui s'est effondré. Le trafic ferroviaire est arrêté durant quelques heures après l'effondrement du pont.
Avec l'impact sur le trafic routier, l'impact sur le port de Gênes est considérable. Dans ce port transitent en effet chaque année 69 millions de tonnes de marchandises, et 2,6 millions de conteneurs acheminés par 25,5 millions de véhicules. La société Autostrade per l’Italia, qui gère l’autoroute et le pont Morandi, prédisait avant l'effondrement du pont Morandi, une augmentation du trafic de 30 % entre 2018 et 2050. Le 26 septembre, le vice-ministre des transports, Edoardo Rixi, annonce que la ligne de chemin de fer reliant le port de Gênes à l'arrière-pays et qui avait été interrompue à la suite de l'effondrement du pont, rouvre le 4 octobre 2018, ce qui devrait retirer des routes de Gênes au moins deux mille véhicules industriels par jour, soit les soixante trains menant au port avant l'effondrement du pont Morandi. La réouverture de la circulation ferroviaire devrait relancer l'hypothèse de création de zones de transfert de conteneurs derrière Gênes, les trains-navettes remplaçant les camions, les faisant partir et arriver dans l'arrière-port plutôt que dans la ville.

### Destruction du pont

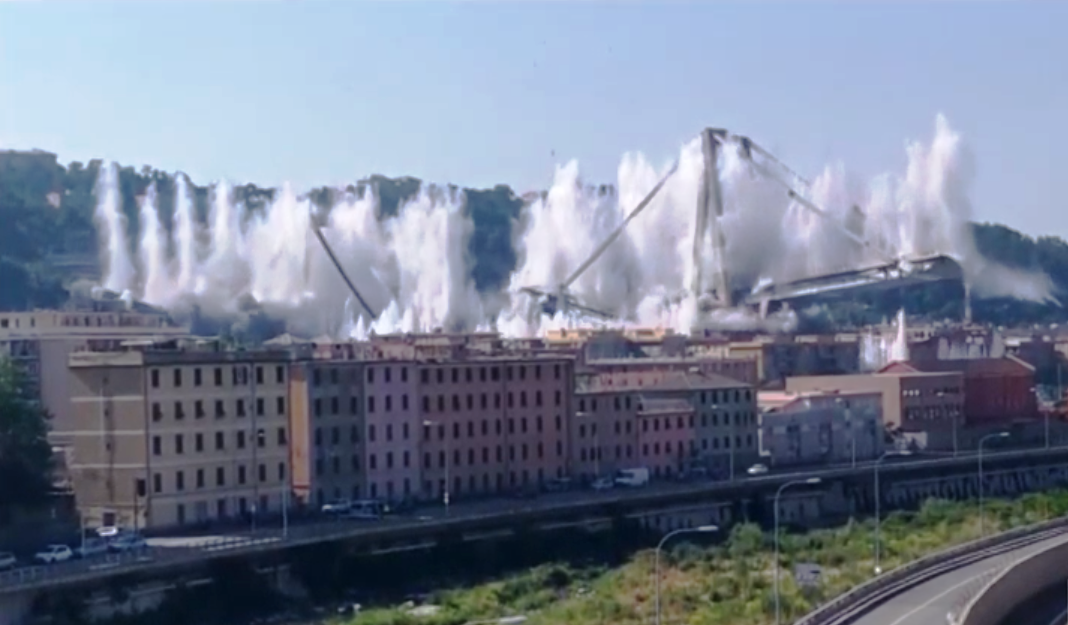
Démolition contrôlée du pont Morandi, le 28 juin 2019.

La catastrophe a conduit à la destruction des deux extrémités restantes du pont en 2019.

### Nationalisation de l'autoroute
Lundi 31 mai 2021, l’assemblée des actionnaires de la holding Atlantia, contrôlée par la famille Benetton et dont la gestion semble à l’origine du drame, a voté en faveur de la cession de sa participation de 88 % dans le concessionnaire autoroutier Autostrade per l'Italia (ASPI), pour un prix de 7,9 milliards d'euros.

## Réactions

### Réactions politiques en Italie
À peine quarante-huit heures après la tragédie du pont Morandi, sans qu'une enquête dûment menée par justice n'ait eu lieu, le gouvernement désigne comme responsable la société Autostrade per l'Italia, gestionnaire d'une partie du réseau autoroutier italien dont fait partie le pont Morandi, et annonce son intention de résilier son contrat de concession. La filiale d’Atlantia, qui gère 3 000 km d’autoroute en Italie, accuse réception de la lettre du gouvernement annonçant le vendredi 20 l’ouverture d’une procédure de révocation de concession.

### Réactions du concessionnaire
Le 18 août, lors d'une conférence, la société autoroutière Autostrade per l'Italia gestionnaire du pont déclare vouloir mettre à la disposition de la ville de Gênes 500 millions d’euros pour l’aider à la construction d'un nouveau pont en acier tout en assurant un travail de reconstruction d'une durée de 8 mois ; cette option est refusée par le gouvernement italien qui souhaite révoquer la concession de la société.

### Réactions des médias italiens
De nombreux journaux, à l'instar de Il Foglio, dénoncent la réaction « populiste » du gouvernement, cet empressement à chercher un coupable avant toute enquête. Ils soulignent aussi les complications juridiques et le coût de la manœuvre.
De son côté, Il Fatto Quotidiano, proche du Mouvement 5 étoiles, consacre un dossier au concessionnaire, propriété de la famille Benetton, et au système de privatisation, qui permet aux concessionnaires d'encaisser les revenus des péages tout en préférant investir à l'étranger plutôt que dans l'entretien du réseau italien. « Nous payons, tes ponts s'écroulent et eux, ils s'enrichissent. »,
Antonio Polito, éditorialiste du Corriere della Sera, souligne quant à lui que cette catastrophe est le symbole d'un pays à l'arrêt. « L'Italie est un pays construit dans les années 1960, laissé à l'abandon depuis les années 1990 et qui a commencé à dégringoler voilà dix ans. Et ce parce que nous avons cessé de croire au progrès. Tout le reste passe avant à nos yeux : l'environnement, l'austérité, les comités citoyens, la cour des comptes, la chasse au gaspillage d'argent public et la lutte contre la corruption. Nous avons toujours une bonne raison de ne rien faire. Et la polémique qui a éclaté à l'heure où nous [extrayions] encore des corps des décombres [du pont Morandi, qui s'est effondré le 14 août, faisant 43 morts] est le triste témoignage de cet effondrement structurel.» Il rappelle qu'un projet de route de contournement de Gênes, la « Gronda di Ponente », qui permettrait de corriger l'anomalie du pont Morandi, une autoroute passant au-dessus de la tête des habitants existe depuis très longtemps. Et pourtant, à l'instar d'autres projets comme la ligne TGV Lyon-Turin (TAV) ou le Terzo Valico [ligne Gênes-Tortone], celui de la « Gronda » a dégénéré en polémiques houleuses et interminables opposant ceux qui veulent l'interdire [en dénonçant le coût du projet et son impact sur l'environnement et la santé] et ceux qui veulent le faire aboutir [pour favoriser le développement économique et la circulation],.

### Réactions en Europe sur l'état des ponts
Après la catastrophe de Gênes, des craintes apparaissent sur l’état des infrastructures de beaucoup de pays occidentaux, y compris les États-Unis, et des experts tirent des sonnettes d'alarme sur l'arrivée en fin de vie d'un grand nombre d'ouvrages et sur l'insuffisance des budgets affectés à la maintenance ou au remplacement des ponts et autres structures anciennes, un problème qui s’est aggravé après la crise financière de 2008.

#### Allemagne
En Allemagne, un rapport publié en 2017 par le Bundesanstalt für Straßenwesen (BASt) a montré que 12,4 % seulement des ponts routiers du pays étaient en mauvais état, contre 12,5 % seulement considérés comme bons. Beaucoup de ponts ont été construits dans les années 1960 et 1970 et n’ont pas été conçus pour le trafic actuel de poids lourds,.
Le rapport indique que les infrastructures dans l’est de l’Allemagne sont généralement en meilleur état, car de grandes parties ont été remplacées dans un important programme de rénovation dans les années 1990 et 2000 après la réunification de l'Allemagne. Les ponts de l’Allemagne de l’Ouest étaient beaucoup plus vieux et soumis à des charges plus lourdes et à un trafic accru. Les poids lourds sont déjà interdits sur un certain nombre de ponts, dont le pont de Leverkusen sur le Rhin au nord de Cologne, fermé aux poids lourds depuis 2012 après la découverte de fissures. Il est prévu de le remplacer avant 2024.
Bien que le réseau routier allemand soit relativement conforme aux normes européennes, le pays est souvent critiqué pour ses investissements insuffisants dans les infrastructures régionales. Selon le Federal Highway Research Institute, sur les 39 621 ponts surveillés par le gouvernement fédéral, 10,6 % sont dans un état insuffisant et 1,8 % sont dans un état « inadéquat » nécessitant des réparations urgentes. Mais l’Allemagne dispose d’un régime d’inspection rigoureux qui est suivi par le gouvernement central, chaque pont faisant l’objet d’une enquête au moins une fois tous les trois ans et d'une inspection approfondie tous les six ans.

#### Bulgarie
En Bulgarie, les autorités annoncent le jeudi 16 août 2018 un plan de rénovation de plus de 200 ponts, dont la plupart ont été construits entre 35 et 40 ans auparavant, et sont considérés comme en mauvais état. Le pays est le membre le plus pauvre de l'Union Européenne et a reçu une aide financière de l’Europe pour moderniser ses infrastructures,.

#### Espagne
Après la catastrophe de Gênes, une publication en ligne espagnole, El Confidencial, rapporte que le gouvernement a à plusieurs reprises refusé de divulguer des informations sur l'entretien des ponts, et que les organes de presse se battent pour obtenir ces informations. Fèlix Alonso Cantorné, député de Tarragone pour EUiA, a en particulier demandé au gouvernement de fournir des détails sur certains des ponts et tunnels du pays. Il cite un rapport d'une association espagnole d'usagers de la route dont les membres incluent des opérateurs routiers, indiquant que l'Espagne avait un arriéré de maintenance des ouvrages qui coûterait 6,6 milliards d'euros. Mais beaucoup de ponts espagnols sont relativement neufs, construits ou rénovés après que l'Espagne a rejoint l’Union européenne dans les années 1980. Et les responsables gouvernementaux ont à maintes reprises donné l’assurance que les 22 500 ponts du pays avaient été inspectés au cours des cinq dernières années.

#### France
En France, la catastrophe met en lumière un rapport d'audit externe réalisé par Nibuxs et IMDM, deux bureaux d'études suisses, portant sur l'état du réseau routier national français non concédé (12 000 km, soit 1,2 % du réseau routier français) présenté par le Ministère des transports en juillet 2018. Il apparaît que sur les 12 000 ponts que compte ce réseau, un tiers nécessite des réparations. Celles ci sont le plus souvent petites et nécessaires pour prévenir l’apparition de dégradations structurelles, mais « dans 7 % des cas les dommages sont plus sérieux, présentant à terme un risque d’effondrement et donc la forte probabilité de fermer préventivement ces ponts à la circulation des poids lourds ou de tous les véhicules ». Le 22 août 2018, à l'occasion du conseil des ministres, le porte-parole Benjamin Griveaux assure qu'il n'y a pas d'urgence pour l'état des ponts en France du réseau routier non concédé. Les autorités rappellent le rôle des collectivités locales dans l'entretien des routes et ouvrages d'art, responsables des 98,8 % du réseau routier non analysé par le rapport, et les invite, dans un objectif de transparence sur l'état des infrastructures, à achever au plus vite la mise en commun des données relatives aux principaux ouvrages d'art. Jacques Rapoport, président de la mission interministérielle sur les dépenses de voirie des collectivités, n'était pas alarmiste non plus lorsqu'il s'est exprimé sur le sujet de l'état des réseaux des collectivités, fin 2017, lors d'un colloque. Il jugeait la situation non alarmante mais appelait à une grande vigilance sur ces ouvrages d'art vieillissants.
D'autres expertises sont beaucoup plus alarmantes. Selon le rapport de la mission parlementaire présenté par le sénateur Hervé Maurey, afin de déterminer si une catastrophe similaire pouvait survenir en France, il est mentionné : « […] en France, quelque 25 000 ponts sont en mauvais état et représentent un danger… mais pire, 1 750 ponts gérés par l'État présentent un risque d'effondrement, quant à ceux gérés par les communes, 18 à 20 % sont considérés comme pas complètement sûrs et pour ceux gérés par les conseils généraux, 5 ponts au moins par département devront obligatoirement être reconstruits dans les 5 ans […] ».
En France, on ne connait toujours pas le nombre exact de ponts routiers, faute d'un recensement exhaustif. Le rapport souligne que le budget annuel accordé à l'entretien et la rénovation des ponts n'est que de 45 millions d'euros alors qu'il faudrait un minimum de 120 millions.

#### Italie
Dans une note du 14 août 2018, jour de l'effondrement, Antonio Occhiuzzi, directeur de l'Institut de technologie de la construction, rappelle que cette catastrophe intervient après une série de plusieurs effondrements d'ouvrages d'art italiens dont la « régularité » peut inquiéter. Le Corriere della Sera recense quant à lui 10 effondrements dans les cinq dernières années, parmi lesquels :
- en juillet 2014, effondrement d'une travée du viaduc Petrulla, sur la route nationale 626 entre Ravanusa et Licata (Agrigento) ;
- en octobre 2016, un pont s'effondre à Annone di Brianza (Lecco) en raison d'une charge exceptionnelle incompatible avec la résistance de la structure, mais aussi de son vieillissement avancé. La reconstruction est annoncée en mars 2018[58],[59] ;
- en mars 2017, un viaduc de l'autoroute adriatique s'effondre, à la suite d'un événement accidentel au cours de travaux d'entretien ;
- en avril 2017, effondrement d'une travée du pont de Fossano (Province de Coni), dont la rupture en son milieu en l'absence de véhicules en transit reste inexpliquée[60].

L'élément commun à ces événements est l'âge des ouvrages. Une grande partie de l'infrastructure routière italienne (ponts routiers) a plus de 50 ans, qui correspondent à la durée de vie associée aux ouvrages en béton armé, construits avec les technologies disponibles après la Seconde Guerre mondiale (années 50 et 60). En pratique, des dizaines de milliers de ponts en Italie ont déjà atteint la durée limite de vie pour laquelle ils ont été conçus et construits selon un équilibre entre les coûts et les besoins de la reconstruction nationale après la Seconde Guerre mondiale et la durabilité des travaux. Dans de nombreux cas, les coûts prévisibles pour l’entretien extraordinaire nécessaire à ces ponts dépassent ceux associés à leur démolition et à leur reconstruction. En outre les ouvrages reconstruits seraient dimensionnés pour les charges des véhicules actuels, beaucoup plus importantes que celles présentes sur le réseau routier italien au milieu du siècle dernier.
Le problème se situe à une grande échelle. Le coût d’un pont est d’environ 2 000 €/m2. En supposant une surface moyenne de tablier de 800 mètres carrés et un nombre de ponts de 10 000, le coût d'une modernisation des ponts routiers en Italie seraient exprimé en dizaines de milliards d'euros. Antonio Occhiuzzi préconise le lancement d'une sorte de « plan Marshall » pour les infrastructures routières italiennes, basé sur le remplacement de la plupart des ponts italiens par de nouveaux ouvrages caractérisés par une vie de 100 ans. Il précise qu'un tel plan aurait, comme dans les années 1950 et 60, des retombées positives sur l’économie nationale, mais reconnaît que l'impact sur l'endettement serait également important.
Le Conseil national des Ingénieurs italien rappelle de son côté qu'il y a en Italie 1 608 ponts et viaducs autoroutiers pour une longueur de 1 013 km sur un total d'environ 6 000 km de réseau autoroutier. Mais pour l'ensemble des 255 000 km, le réseau routier italien comprend environ 61 000 ponts et viaducs, supportant des routes nationales, régionales, provinciales et municipales pour une longueur totale de 38 000 km. Des données qui indiquent les problèmes posés par la complexité de l'orographie du pays. Le Conseil national des Ingénieurs entend faire des propositions pour remédier à cette situation d'urgence et notamment un plan national pluriannuel de vérification des infrastructures, adossé à un registre national des ouvrages d'art.

#### Norvège
Depuis le début des années 2000, l’Administration publique des routes de Norvège, chargée de la construction et de l’entretien des routes, a mis en place un système informatique pour remplacer les documents papier sur l’état des ponts. Cela aurait dû faciliter le contrôle, mais dans certains cas, les informations n’étaient pas saisies correctement et, dans d’autres, les avertissements du système n’avaient pas attiré l’attention du personnel. Ainsi en 2017, une enquête a révélé que des « dégradations critiques » avaient été découvertes dans 21 ponts, mais que l’un des rapports était passé inaperçu pendant 20 ans, un autre sur 15 ans. Trude Tronerud Andersen, la directrice de l'Autorité de surveillance des routes, déclare que l'administration des routes a trop confiance dans un système d'information défectueux. L’Administration des routes procède à de nouvelles inspections de tous les ponts de la Norvège et le gouvernement lui a donné jusqu’à la fin de 2018 pour mettre à jour son système informatique.

#### Pays-Bas
Aux Pays-Bas, le lobby des transports néerlandais TNL se dit préoccupé par l'état des ponts routiers entretenus par les autorités locales et provinciales, mais relativement satisfait de la situation des ouvrages sous contrôle de l'État. Selon le journal Het Financieele Dagblad, 14 ponts hollandais sont considérés comme présentant un « risque d’effondrement inacceptable » dans la seule province de Noord-Holland,.

## Hommages aux victimes

### Journée de deuil national
Le 18 août 2018 est décrété journée de deuil national par le gouvernement italien. Des funérailles d'État sont organisées dans la Fiera di Genova (it), un hangar génois faisant office de chapelle ardente.
Près de la moitié des familles de victimes font le choix de ne pas participer à la cérémonie officielle.

### Hommages divers
Le 16 août 2018, les deux clubs de football professionnels génois, l'UC Sampdoria et le Genoa CFC annoncent le report de leurs matchs de la première journée dans le Championnat d'Italie. Ces décisions sont acceptées par la Fédération italienne de football (FIGC). Les supporters du Genoa ont annoncé par ailleurs vendredi 24 août 2018 qu'ils observeraient dimanche 26 août « 43 minutes de silence » en mémoire des 43 victimes, lors du match de leur équipe face à l'Empoli Football Club, la première à se tenir au stade Luigi-Ferraris depuis la catastrophe.
Armando Zambrano, président du Conseil national des Ingénieurs italien (CNI), exprime également, au nom de cette association, dans un communiqué du 20 août 2018 « les condoléances et la participation aux souffrances des victimes de cette terrible tragédie. Le Conseil national, interprétant le sentiment de tous les ingénieurs, exprime sa proximité avec les familles des victimes et des blessés ».

## Enquêtes

### Commission technique

#### Mise en place
Le ministère italien des Infrastructures et des Transports met en place, par décret du 14 août 2018, une Commission technique d'inspection chargée d'effectuer des contrôles et des analyses techniques sur l'effondrement du viaduc. Cette commission est initialement composée de six membres :
- Roberto Ferrazza, architecte, donneur d'ordre de travaux publics pour le Piémont, la Ligurie et le Val d'Aoste, président de la commission ;
- Ivo Vanzi, professeur, membre expert du Bureau des travaux publics ;
- Antonio Brencich, professeur agrégé en structures de béton à la faculté d’ingénierie de Gênes ;
- Gianluca Ievolella, ingénieur conseiller auprès du président du Conseil supérieur des travaux publics ;
- Michele Franzese et Bruno Santoro, ingénieurs responsables techniques de la direction générale chargée de la supervision des concessionnaires d’autoroutes[68].

Le décret précise explicitement que le concessionnaire doit fournir toute la documentation disponible concernant la réalisation de l'ouvrage et son entretien, et toutes les informations nécessaires pour la reconstitution exacte de l'enchaînement des événements. La commission doit produire un rapport détaillé dans les 30 jours suivant sa mise en place.
Mais des conflits d'intérêts sont mis à jour rapidement et conduisent à la révocation du président de la Commission, Roberto Ferrazza, par le ministre des Infrastructures et des Transports, et à la démission de Antonio Brencich le 24 août 2018. Il a été en effet mis en évidence que Roberto Ferrazza et Antonio Brencich avaient signé, l'un comme président et l'autre en tant que conférencier, le procès-verbal d'un rapport du 1er février 2018 dans lequel le Comité technique et administratif du Département interrégional du ministère des Infrastructures et des Transports exprimait son avis sur la réception des travaux de réhabilitation du viaduc. La page 5 du rapport précise : « À partir de la vaste base de données de mesures maintenant disponible, un consensus sur l'état de conservation des structures 9 et 10 a été trouvé. Cependant, les résultats des tests par réflectométrie ont montré une dégradation avancée des câbles (avec une réduction de la superficie totale de 10 à 20 %), et c'est la raison pour laquelle le client a jugé opportun d'engager une étude visant à renforcer les câbles des piles 9 et 10. » Il est dès lors légitime de s'interroger pourquoi la décision de fermer le viaduc à la circulation n'a pas été prise. Ceux qui avaient approuvé la remise en service d'un ouvrage qu'ils jugeaient déficients ne peuvent pas aujourd'hui procéder à son évaluation. Antonio Brencich déclare qu'il a pris sa décision sans aucune pression, afin que la commission puisse travailler en toute sérénité.
Le nouveau président désigné est Alfredo Principio Mortellaro, directeur du Bureau des travaux publics.

#### Rapport de la Commission technique
La commission remet son rapport au ministère des Infrastructures et des Transports qui le publie le 25 septembre 2018. Selon les experts, la cause première de l'effondrement du pont Morandi ne doit pas être recherchée tant dans la rupture d'un ou de plusieurs haubans, que dans la défaillance de l'un des éléments structurels (poutres ou éléments de tablier) dont la survie était particulièrement obérée par leur état de corrosion avancé. L'examen visuel des décombres montre un effondrement avec de fortes dissymétries par rapport aux plans de symétrie verticaux du système équilibré no 9, ce qui a conduit la Commission à émettre trois hypothèses de cinématiques :
- la première hypothèse fait intervenir comme élément déclencheur une défaillance d'un élément de la partie sud-est du tablier de la pile 9. La travée de liaison est, perdant son appui, entrée en crise structurelle et s'effondre en même temps qu'un engin de chantier en transit d'un poids total de 44 tonnes, qui achève la destruction de la travée. Les effets, statiques et dynamiques, induits sur les haubans et sur le système équilibré de la pile 9 provoquent ensuite son effondrement. La travée de liaison côté ouest, perdant aussi son support, s'écroule à son tour[72] ;
- la deuxième hypothèse fait intervenir une défaillance d'un élément du tablier, en milieu de la partie au sud-ouest de la pile 9, la dislocation se propageant pour affecter toute la section transversale du pont. Ensuite, les deux parties du pont s'effondrent. Celle la plus proche des antennes par rotation. À l'ouest de la pile 9 (vers Savone), le hauban sud se rompt, la partie du pont tourne autour du hauban nord puis tombe au sol. La travée de liaison ouest, n'étant plus soutenue, s'écroule[72] ;
- la troisième hypothèse, jugée moins probable, fait intervenir comme déclencheur la rupture du hauban sud-ouest de la pile 9, du fait d'une forte corrosion interne, et donc de l'ensemble du système équilibré, puis des travées de liaison est puis ouest[73].

La commission précise que des investigations directes sur l'état de corrosion du béton étaient indispensables depuis des années et que ce besoin était connu du concessionnaire. La mauvaise injection des haubans a ainsi été vérifiée par des tests indirects, sans procéder à une investigation directe complète. Les indicateurs de dégradation étaient totalement inacceptables et auraient dû conduire à prendre des dispositions de sécurité adaptées.
La Commission souligne également le faible investissement en dépenses structurelles du concessionnaire depuis qu'il est chargé de l'ouvrage. 24 610 500 € ont en effet été investis dans les dépenses de maintenance structurelle de l'ouvrage de 1982 à 2018, 98 % ayant été dépensés avant 1999 (année de privatisation d'Autostrade) et seulement 2 % après 1999. L’investissement annuel moyen s’est ainsi élevé à 1,3 million d’euros pour la période 1982-1999, pour cette période de 17 ans et à environ 23 000 € entre 1999 et août 2018, pour un total d’environ 470 000 € en 19 ans.
Le concessionnaire déclare quant à lui dans une note que les conclusions de la Commission ne peuvent être considérées que comme une simple hypothèse à vérifier et à démontrer, considérant que son comportement a toujours été pleinement respectueux du droit et totalement transparent vers le concédant. Concernant le faible niveau supposé des interventions structurelles sur le viaduc après 1994, à la suite de la mise en œuvre d'interventions très importantes les années précédentes, le concessionnaire rappelle que les interventions réalisées avant 1994 ont essentiellement corrigé les erreurs dans la conception et la construction du pont Morandi. Depuis lors, la situation a été constamment surveillée par les structures techniques et a conduit en 2015 à la mise en œuvre d'un projet de modernisation de pont.

#### Rapport de la Cour des comptes
En décembre 2019, la Cour des comptes présente un rapport à l'adresse des 22 sociétés autoroutières du pays. Le rapport dénonce le sacrifice de l'intérêt public au profit du secteur privé, comme par exemple d'avoir augmenté considérablement les tarifs aux péages et donc d'avoir réalisé de substantiels profits, tout cela sans avoir pour autant assuré l'entretien et la sécurité du réseau, car les investissements ont diminué de moitié en cinq ans, mais également le manque de contrôles, faute de personnel, et plus généralement l'opacité du système avec des concessions octroyées sans appel d'offres en violation des normes nationales et européennes.

### Enquêtes judiciaires

#### Enquête en Italie
Le parquet de Gênes ouvre une enquête peu après la catastrophe, place le pont sous séquestre, et se dit le 20 août 2018 prêt à autoriser la destruction du pont « en cas de danger concret ». Le procureur en chef, Francesco Cozzi, a pour objectif dans un premier temps de sauvegarder les preuves à recueillir pour éclairer les causes de l’effondrement. Et seul « un danger pour la sécurité publique » pourrait accélérer les travaux de destruction des vestiges du pont et la construction d'un nouveau pont. En tout état de cause, tout dossier Autostrade per l'Italia prévu par les autorités locales devra recevoir l'autorisation du procureur.

#### Enquête préliminaire
L'enquête préliminaire doit être terminée dans les 60 jours suivant son lancement, pour permettre ensuite les opérations de démolition. Dans un premier temps le procureur général de Gênes, Francesco Cozzi, arrête une première liste de 22 suspects, qui pourrait être complétée ultérieurement de 40 autres personnes susceptibles d'avoir été informées de l'état de criticité de l'ouvrage.
Le 17 septembre l'équipe d'investigation dirigée par Piergiorgio Malerba et Renato Buratti, sur ordre du Procureur général, prélève des échantillons de la structure et les analyse dans un bunker situé dans la zone rouge. L'attention se porte principalement sur la structure des haubans du pylône 9 qui, selon le rapport, présente un nombre de câbles d'acier dans le béton inférieur à celui prévu par le projet initial. De plus, la gaine de protection de ces câbles est presque absente, une détérioration totale indiquant probablement des matériaux utilisés qui devaient être de mauvaise qualité. Dans la poursuite des investigations, il apparaît également qu'entre 2000 et 2014, aucune étude sur l'état du pont n'aurait été commandée, une période de silence total suivie d'un grand nombre de tâches de maintenance : trois en deux ans.
Une première audience des suspects et des proches des victimes par les experts et consultants a lieu le mardi 2 octobre. Une autre audience est prévue les 17 et 18 décembre.
Le 22 avril 2021, après trois ans d'enquête, le parquet italien rend ses conclusions. Les 69 personnes poursuivies sont invitées à faire valoir leurs observations dans les trois semaines avant leur éventuel renvoi devant le tribunal.

#### Enquête en France
Quatre Français originaires d'Occitanie figurant parmi les victimes décédées, le parquet de Paris ouvre le 15 août 2018 une enquête pour homicides involontaires.

## Concession autoroutière

### Publication des textes
Devant l'ampleur de la polémique, la société autoroutière publie le 27 août 2018 le texte de la convention de concession signée entre Autostrade per l'Italia et le ministère des Infrastructures et des Transports ainsi que l'ensemble des pièces qui régissent cette concession, dont le plan financier. La plupart de ces documents avaient déjà été publiés sur le site Internet du ministère le 2 février 2018, alors que tous les documents avaient déjà été mis à disposition au cours de la législature précédente (mai 2017) aux membres de la commission des Travaux publics du sénat. Aucune réglementation interne ou pratique internationale ne prévoit la publication de ces documents relatifs aux concessions autoroutières.

### Remise en question de la concession
Auditionné devant la commission de l'Environnement de la Chambre des députés puis par celle des Travaux publics du Sénat le 27 août 2018, le ministre des Infrastructures Danilo Toninelli fustige l'action du concessionnaire mais aussi des anciens gouvernements et des différentes lois qui ont privatisé tout le système autoroutier. Selon lui, « l'effondrement de Gênes n'est pas dû à un accident tragique, mais c'est un événement qui confirme de manière spectaculaire ce que ce gouvernement et ce ministère ont soutenu depuis leur élection ». Il ajoute que le pays a besoin d'un plan imposant et institutionnel de maintenance ordinaire et extraordinaire du territoire et des infrastructures existantes. Il fustige également les profits des sociétés d'autoroutes qui ont fait 7 milliards de chiffre d'affaires dont 5,7 milliards proviennent des péages autoroutiers. Il précise que le système autoroutier s'appuie sur six types d'accords avec six systèmes tarifaires différents et que deux groupes sont prépondérants :
- le groupe Atlantia (3 020 km gérés), qui inclut Autostrade per l'Italia (2 857 km gérés) et qui contrôle essentiellement environ la moitié du réseau à péage ;
- le groupe Gavio (1 212,1 km), qui contrôle 20 %.

Il annonce que le gouvernement fera tout pour réviser entièrement le système des concessions et des obligations conventionnelles, en évaluant pour chaque cas si l'intérêt national est mieux protégé par des formes de nationalisation ou par la renégociation des contrats existants afin qu'ils soient moins déséquilibrés entre concessionnaire et pouvoirs publics.

## Démolition et reconstruction

### Démolition
Le vice-ministre aux Infrastructures et aux Transports Edoardo Rixi annonce le 26 août 2018 que la démolition du viaduc devrait commencer début septembre. La technique utilisée serait « un mix entre l’utilisation de microcharges explosives et le démontage de la structure ». Il rappelle que s'il y a un risque pour la sécurité publique alors les travaux seraient arrêtés. D'autant que le mauvais temps augmente les inquiétudes à propos de la section ouest, jugée dans un état « sérieux, sinon très sérieux ».
Interrogé sur les modalités de démolition, Ivan Poroli, ingénieur et coordinateur de la commission technique de Nad, l'association italienne de démolition, précise qu'il y a plusieurs méthodes possibles allant de l'explosif à la déconstruction sur place. Il précise qu'outre les aspects bureaucratiques concernant l'autorisation de l'explosif, des travaux préliminaires sont à prendre en compte (percement des trous pour positionner les charges par exemple), des opérations qui nécessiteront quelques semaines. Il ajoute que, selon lui, aucun ouvrage en béton précontraint n’a jamais été démoli. Compte tenu de certains éléments métalliques tendus à l'intérieur du béton, il peut y avoir un coup de fouet et une libération d'énergie qui n'est pas facilement prévisible, ce qui pourrait conduire à des projections de béton à des distances importantes.
Les éléments de décombres du pont sont recensés et stockés dans un entrepôt à proximité du site de la catastrophe. Parmi ceux-ci des pompiers auraient trouvé des traces d'amiante, un matériau utilisé dans la construction jusqu'à la fin des années 1990. Dans une lettre adressée au directeur provincial et régional, l'union syndicale des pompiers de Gênes appelle le 30 août 2018 à l'application du protocole pour la protection de la santé des travailleurs sur les décombres du pont Morandi, pour réduire en particulier leurs risques d’exposition à l'amiante,. Elle demande également à Marco Bucci, maire de Gênes, de mettre en place un suivi continu de l'état de santé des travailleurs intervenant sur le site.
Les deux principales piles ont été détruites à l'explosif vendredi 28 juin 2019 à 09h37. Les 4 500 tonnes de béton et d'acier des deux piles à haubans s'effondrent en sept secondes, après l'évacuation de près de 4 000 riverains.

### Commissaire extraordinaire à la reconstruction
Le président de la République, Sergio Mattarella, signe le 28 septembre 2018 le décret d'urgence, dit « décret de Gênes », approuvé le 13 septembre par le Conseil des ministres, qui contient entre autres les dispositions concernant le pont Morandi mais également d’autres situations d’urgence telles que celles relatives aux séismes en Italie centrale en 2016 et 2017 (ceux du 24 août, 26 octobre 2016, de janvier et août 2017). L'article 1 du décret-loi précise qu'un commissaire extraordinaire à la reconstruction est nommé par décret du président du Conseil des ministres, dans les dix jours suivant la date d'entrée en vigueur du décret d'urgence. Son mandat est de douze mois et peut être prolongé ou renouvelé pour trois ans au maximum à compter de la première nomination. Pour toutes les procédures, il peut s'appuyer sur les structures administratives de la région de Ligurie, des bureaux techniques et administratifs de la municipalité de Gênes les travaux publics, de l'ANAS, des autorités de district, ainsi que, par convention, des concessionnaires de services publics et des entreprises à participation publique ou de contrôle public.
Pour la réalisation des travaux de reconstruction de l'infrastructure et du réseau routier connexe, le Commissaire fera appel à un ou plus d'opérateurs économiques sans participation directe ou indirecte dans les concessionnaires de routes à péage, ou contrôlés par eux ou, en tout cas, en liens directs, afin d'éviter un avantage concurrentiel indu dans le système des concessions autoroutières,. Ainsi Autostrade per l'Italia, actuel concessionnaire, ne reconstruira pas l'ouvrage. Considéré comme responsable de l'accident, il doit par contre assumer les coûts de reconstruction et procéder au virement des sommes nécessaires, dans les trente jours suivant l'injonction du Commissaire spécial. En cas de retard ou de non-paiement par la société, le commissaire « peut identifier une entité publique ou privée qui anticipe les sommes nécessaires à la réalisation complète des travaux ». Pour assurer le démarrage rapide des activités du commissaire, en cas d'échec ou de retard de paiement du concessionnaire, le coût de 30 millions d'euros par an de 2018 à 2029 est provisionné par l'État,.
Dans un premier temps est pressenti à ce poste Claudio Andrea Gemme, un chef d'entreprise de 70 ans, directeur de la division Systèmes et composants de Fincantieri, directement impliqué par l'accident puisque sa famille a une maison via Porro, dans la zone rouge, où il a lui-même vécu dans le passé, puis Stefano Cingolani. Mais c'est finalement à Marco Bucci, le maire de Gênes, que le poste est confié,. Dans sa première déclaration publique suivant sa nomination, Marco Bucci déclare que le pont pourra être reconstruit en « 12, 15 ou 16 mois ».

### Reconstruction du nouveau pont

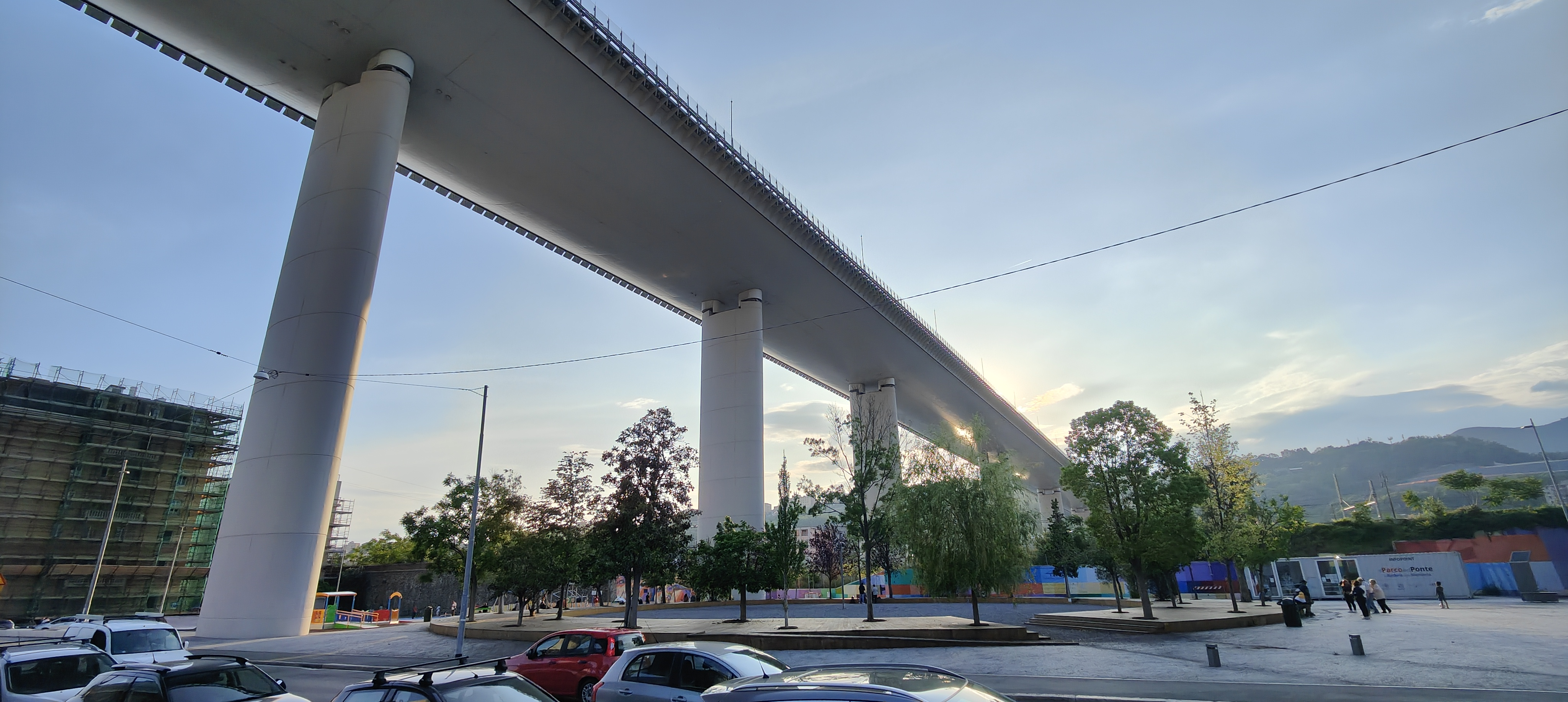
Le nouveau viaduc Gênes-Saint-Georges.

Le nouveau viaduc Gênes-Saint-Georges, remplaçant le pont Morandi, est conçu par l'architecte Renzo Piano. Il est constitué de travées dont les trois plus grandes ont fini d'être installées au mois de mars 2020. La première travée a été posée le 1er octobre 2019. Érigées à plus de 40 mètres de hauteur, ces structures de 100 mètres de longueur et d’un poids de 1800 tonnes enjambent la rivière du val Polcevera, et constituent l'élément central du nouvel ouvrage, dont la longueur atteindra 800 mètres, avec 18 piliers en béton supportant des travées métalliques de 50 mètres (100 m pour la partie centrale). Avant la pandémie du Coronavirus qui a interrompu les travaux, près de 80% de l’ensemble de la structure était déjà en place représentant 6000 tonnes d’acier travaillées dans les usines du groupe Fincantieri. La dernière pièce est posée le 28 avril 2020 pour une inauguration le 3 août 2020,.